# 8087 Kazutaka
8087 Kazutaka (1989 WA2) là một tiểu hành tinh vành đai chính được phát hiện ngày 29 tháng 11 năm 1989 bởi K. Endate và K. Watanabe ở Kitami.